# Cálculo de Jones
En óptica, la luz polarizada puede ser descrita mediante el cálculo de Jones, inventado por R. C. Jones en 1941. La luz polarizada es representada por un vector de Jones, y los elementos ópticos lineales están representados por las matrices de Jones. Cuando la luz atraviesa un elemento óptico, la polarización resultante de la misma que emerge se encuentra tomando el producto de la matriz de Jones del elemento óptico y el vector de Jones de la luz incidente. El cálculo de Jones sólo es aplicable a la luz que ya está totalmente polarizada. La luz que es polarizada al azar, polarizada parcialmente, o incoherente debe ser tratada con el cálculo de Mueller.

## Vector de Jones
El vector de Jones describe la polarización de la luz.
Los componentes x e y de la amplitud compleja del campo eléctrico de luz, viajan a lo largo de la dirección z, {\displaystyle E_{x}(t)} y {\displaystyle E_{y}(t)}, y se representan como
{\displaystyle {\begin{pmatrix}E_{x}(t)\\E_{y}(t)\end{pmatrix}}=E_{0}{\begin{pmatrix}E_{0x}e^{i(kz-\omega t+\phi _{x})}\\E_{0y}e^{i(kz-\omega t+\phi _{y})}\end{pmatrix}}=E_{0}e^{i(kz-\omega t)}{\begin{pmatrix}E_{0x}e^{i\phi _{x}}\\E_{0y}e^{i\phi _{y}}\end{pmatrix}}}.
Aquí {\displaystyle {\begin{pmatrix}E_{0x}e^{i\phi _{x}}\\E_{0y}e^{i\phi _{y}}\end{pmatrix}}}
es el vector de Jones ({\displaystyle i} es la unidad imaginaria con {\displaystyle i^{2}=-1}).
Por lo tanto, el vector de Jones representa la amplitud (relativa) y la fase (relativa) del campo eléctrico en las direcciones x e y.
La suma de los cuadrados de los valores absolutos de los dos componentes de los vectores de Jones, es proporcional a la intensidad de la luz. Por simplicidad, es común normalizar a 1 en el punto de partida del cálculo. También es común restringir a ser un número real, el primero componente del vector de Jones. Esto descarta la fase de información necesaria para el cálculo de la interferencia con otro haz. Tenga en cuenta que en todos los vectores y matrices de Jones en esta página, se asume que la fase de la onda de la luz es φ = kz - ωt, que es utilizado por Hecht. En esta definición, el aumento de {\displaystyle \phi _{x}} (o {\displaystyle \phi _{y}}) indica el retraso en la fase, mientras que la disminución indica el avance. Por ejemplo, un componente de vector de Jones {\displaystyle i} ({\displaystyle =e^{i\pi /2}}) indica el retraso de π / 2 (o 90 grados) en comparación con 1 ({\displaystyle =e^{0}}).
Collett utiliza la definición contraria (φ = ωt - kz). El lector debe tener cuidado al consultar las referencias del cálculo de Jones.
La siguiente tabla muestra los seis ejemplos comunes de vectores normalizados de Jones.
| Polarización                                                                         | Vector de Jones correspondiente                                           | Notación típica ket                                                          |
| Polarización lineal en la dirección x, llamada típicamente 'Horizontal'.             | {\displaystyle {\begin{pmatrix}1\\0\end{pmatrix}}}                        | {\displaystyle \|H\rangle }                                                  |
| Polarización lineal en la dirección y, llamada típicamente 'Vertical'.               | {\displaystyle {\begin{pmatrix}0\\1\end{pmatrix}}}                        | {\displaystyle \|V\rangle }                                                  |
| Polarización lineal a 45° desde el eje x, llamada típicamente 'Diagonal' L+45.       | {\displaystyle {\frac {1}{\sqrt {2}}}{\begin{pmatrix}1\\1\end{pmatrix}}}  | {\displaystyle \|D\rangle ={\frac {1}{\sqrt {2}}}(\|H\rangle +\|V\rangle )}  |
| Polarización lineal a -45° desde el eje x, llamada típicamente 'Anti-Diagonal' L-45. | {\displaystyle {\frac {1}{\sqrt {2}}}{\begin{pmatrix}1\\-1\end{pmatrix}}} | {\displaystyle \|A\rangle ={\frac {1}{\sqrt {2}}}(\|H\rangle -\|V\rangle )}  |
| Polarización circular dextrógira, llamada típicamente PCD.                           | {\displaystyle {\frac {1}{\sqrt {2}}}{\begin{pmatrix}1\\-i\end{pmatrix}}} | {\displaystyle \|R\rangle ={\frac {1}{\sqrt {2}}}(\|H\rangle -i\|V\rangle )} |
| Polarización circular levógira, llamada típicamente PCL.                             | {\displaystyle {\frac {1}{\sqrt {2}}}{\begin{pmatrix}1\\i\end{pmatrix}}}  | {\displaystyle \|L\rangle ={\frac {1}{\sqrt {2}}}(\|H\rangle +i\|V\rangle )} |

Esfera de Poincaré con seis etiquetas por los tipos comunes de polarización

Cuando se aplica a la esfera de Poincaré (también conocida como la esfera de Bloch), la base de kets {\displaystyle |0\rangle } y {\displaystyle |1\rangle }) se deben asignar a pares opuestos (antípodas) de los kets mencionados anteriormente. Por ejemplo, se podría
asignar {\displaystyle |0\rangle } = {\displaystyle |H\rangle } y {\displaystyle |1\rangle } = {\displaystyle |V\rangle }. Estas asignaciones son arbitrarias. Pares opuestos son
- {\displaystyle |H\rangle } y {\displaystyle |V\rangle }
- {\displaystyle |D\rangle } y {\displaystyle |A\rangle }
- {\displaystyle |R\rangle } y {\displaystyle |L\rangle }

El ket {\displaystyle |\psi \rangle } es un vector que apunta en general a cualquier lugar de la superficie. Cualquier punto que no esté ni en la tabla de arriba ni en el círculo que pasa a través del
{\displaystyle |H\rangle ,|D\rangle ,|V\rangle ,|A\rangle } se conoce colectivamente como polarización elíptica.

## Matriz de Jones
Las matrices de Jones son las que actúan sobre los vectores de Jones como se indica anteriormente. Estas matrices equivalen a los diversos elementos ópticos tales como lentes, divisores de haz, espejos, etc. La siguiente tabla proporciona ejemplos de las matrices de Jones para polarizadores:
| Elemento óptico | Matriz de Jones correspondiente |
| Polarizador Lineal con eje de transmisión horizontal | {\displaystyle {\begin{pmatrix}1&0\\0&0\end{pmatrix}}} |
| Polarizador Lineal con eje de transmisión vertical | {\displaystyle {\begin{pmatrix}0&0\\0&1\end{pmatrix}}} |
| Polarizador Lineal con eje de transmisión a 45° respecto a la horizontal | {\displaystyle {\frac {1}{2}}{\begin{pmatrix}1&1\\1&1\end{pmatrix}}} |
| Polarizador Lineal con eje de transmisión a -45° respecto a la horizontal | {\displaystyle {\frac {1}{2}}{\begin{pmatrix}1&-1\\-1&1\end{pmatrix}}} |
| Polarizador Circular Derecho | {\displaystyle {\frac {1}{2}}{\begin{pmatrix}1&i\\-i&1\end{pmatrix}}} |
| Polarizador Circular Izquierdo | {\displaystyle {\frac {1}{2}}{\begin{pmatrix}1&-i\\i&1\end{pmatrix}}} |
| Polarizador lineal con el eje de transmisión en ángulo del {\displaystyle \theta } con la horizontal. (Construcción que se muestra en rotación desde la horizontal en el elemento de polarización, el elemento de polarización, y luego girando hacia abajo por la horizontal.) | {\displaystyle {\begin{pmatrix}\cos ^{2}(\theta )&\cos(\theta )\sin(\theta )\\\sin(\theta )\cos(\theta )&\sin ^{2}(\theta )\end{pmatrix}}=} {\displaystyle {\begin{pmatrix}\cos(-\theta )&\sin(-\theta )\\-\sin(-\theta )&\cos(-\theta )\end{pmatrix}}{\begin{pmatrix}1&0\\0&0\end{pmatrix}}{\begin{pmatrix}\cos(\theta )&\sin(\theta )\\-\sin(\theta )&\cos(\theta )\end{pmatrix}}} |

## Retardador de fase
El retardador de fase introduce un cambio de fase entre los componentes vertical y horizontal del campo y por lo tanto cambia la polarización del haz. Los retardadores de fase se fabrican generalmente de cristales birrefringentes o cristales uniaxiales como la calcita, MgF  2  o cuarzo. Los cristales uniaxiales tienen un eje de cristal que es diferente de los otros dos ejes del cristal ( i.e., ni ≠ nj = nk). Este único eje se denomina eje extraordinario que también se le conoce como el eje óptico. Un eje óptico puede ser ágil o lento para el cristal dependiendo del cristal a mano. La luz viaja a una velocidad de fase superior a través de un eje que tiene el menor índice de refracción y este eje se denomina eje rápido. Del mismo modo, un eje que tiene el mayor índice de refracción se denomina eje lento ya que la velocidad de fase de la luz es más baja a lo largo de este eje.
Cualquier retardador de fase con rapidez en el eje vertical u horizontal tiene ceros fuera de la diagonal y por lo tanto puede ser convenientemente expresado como
{\displaystyle {\begin{pmatrix}e^{i\phi _{x}}&0\\0&e^{i\phi _{y}}\end{pmatrix}}}
donde, {\displaystyle \phi _{x}} y {\displaystyle \phi _{y}} son las fases del campo eléctrico en las direcciones {\displaystyle x} e {\displaystyle y} respectivamente. Siguiendo la convención de fase {\displaystyle \phi =kz-\omega t}, la fase relativa entre las dos ondas cuando se representan como {\displaystyle \epsilon =\phi _{y}-\phi _{x}} sugieren
que un valor positivo de {\displaystyle \epsilon } (i.e., {\displaystyle \phi _{y}} > {\displaystyle \phi _{x}}) significa que
{\displaystyle E_{y}} no les corresponde el mismo valor como {\displaystyle E_{x}} hasta un tiempo posterior i.e., {\displaystyle E_{x}} conduce a {\displaystyle E_{y}}. Similarmente, si {\displaystyle \epsilon <0} i.e., {\displaystyle \phi _{x}} > {\displaystyle \phi _{y}}, {\displaystyle E_{y}} conduce a {\displaystyle E_{x}}. En la convención de fase opuesta {\displaystyle \phi =\omega t-kz}, la fase relativa cuando se define como {\displaystyle \epsilon =\phi _{x}-\phi _{y}} sugiere que un {\displaystyle \epsilon } positivo significa que {\displaystyle E_{y}} no le corresponde el mismo valor como {\displaystyle E_{x}} hasta un tiempo posterior i.e., {\displaystyle E_{x}} conduce a {\displaystyle E_{y}}.
| Retardadores de Fase                                                                              | Matriz de Jones correspondiente                                                                         |
| ------------------------------------------------------------------------------------------------- | --- |
| lámina de cuarto de onda con eje vertical rápido                                                  | {\displaystyle {\begin{pmatrix}1&0\\0&-i\end{pmatrix}}}                                                 |
| lámina de cuarto de onda con eje horizontal rápido                                                | {\displaystyle {\begin{pmatrix}1&0\\0&i\end{pmatrix}}}                                                  |
| lámina de media onda con eje rápido por el ángulo {\displaystyle \theta } w.r.t el eje horizontal | {\displaystyle {\begin{pmatrix}\cos 2\theta &\sin 2\theta \\\sin 2\theta &-\cos 2\theta \end{pmatrix}}} |

Las expresiones especiales para los retardadores de fase se pueden obtener mediante la general para un material birrefringente. En la expresión anterior:
- Retraso de fase inducido entre {\displaystyle E_{x}} y {\displaystyle E_{y}} por un material birrefringente se da por {\displaystyle \phi _{y}-\phi _{x}}
- θ es la orientación del eje rápido con respecto al eje de abscisas.
- φ es la circularidad (Para retardadores lineales, φ = 0 y para los retardadores circulares, φ = ± π / 2. Para retardadores elípticos, toma valores entre - π / 2 y π / 2).

## Elemento rotados
Si un elemento óptico se hace girar alrededor del eje óptico por el ángulo θ, la matriz de Jones para el elemento de rotación, M (θ), se construye a partir de la matriz sin rotar, M, por la transformación
{\displaystyle M(\theta )=R(-\theta )\,M\,R(\theta ),}
donde {\displaystyle R(\theta )={\begin{pmatrix}\cos \theta &\sin \theta \\-\sin \theta &\cos \theta \end{pmatrix}}.}